# 玫瑰碗恶作剧
玫瑰碗恶作剧（英語：Great Rose Bowl Hoax）是发生在1961年玫瑰碗橄榄球赛赛间的一场恶作剧。当年的参赛队伍是华盛顿大学哈士奇队和明尼苏达大学金地鼠队。在半场时，哈士奇队以17比0领先，他们的啦啦队进入球场并带领看台上的观众展开变牌绝技（暂译），即观众举起预先发放的纸张或卡片从而组成一幅图像。一些加州理工学院的学生成功地改变了变牌绝技，使其组成"CALTECH"，加州理工学院的昵称。由于30,000,000美国观众正在收看NBC的现场直播，所以这场恶作剧受到了全国关注。

## 计划
一组称为"Fiendish Fourteen"（14魔鬼）的加州理工学院学生于1960年12月组织了这场恶作剧，首领是19岁的工程学学生林恩·哈迪（Lyn Hardy）。加州理工学院与玫瑰碗球场只有几英里的距离，球队也常在玫瑰碗举行比赛，但这些学生感到加州理工学院在准备和举行玫瑰碗的时候完全被忽略了。因此，他们决定利用华盛顿大学哈士奇队的变牌绝技吸引观众的注意。
为了了解变牌绝技的细节，哈迪伪装成一位洛杉矶当地高中（苏珊·米勒·多尔西高中）的记者，并询问了华盛顿大学啦啦队队长。他们了解到，通过改变2,232张指令单，他们可以让哈士奇队的粉丝举起错误的标识。这组学生闯进华盛顿大学啦啦队的住所，加州州立大学长滩分校的学生宿舍，并从卧室内拿走一张指令单。他们复制了这张指令单，并手工修改了每张复印件。在跨年日，三位学生再次闯入啦啦队的宿舍，并调换了所有的指令单。

## 执行
在1961年1月2日半场休息时间，华盛顿大学开始展示变牌绝技。前11个图案并未被改变。
第12个图案原是一只哈士奇，但耳朵和牙齿略作修改后成为加州理工学院的吉祥物海狸。由于改动不大，大部分观众并未发现。
第13个图案原是单词“Washington”（华盛顿）从左到右逐渐浮现（"W"先出现），但改为从右到左浮现（"n"先出现）。也有人认为本来应该拼出“HUSKIES”，但被改为“SEIKSUH”。无论如何，这只被认为是一次失误。
第14个图案则明显是一次恶作剧，“CALTECH”这几个大大的方块字在白色背景衬托下展示出来。

## 反应和后续
广播员和观众沉默了几秒钟，然后开始大笑。当华盛顿大学的乐队走出赛场时，啦啦队没有带领观众展示第15个也是最后一个图案，一面美国国旗，殊不知其并没有被改变。
华盛顿大学哈士奇队最终以17-7获胜，是他们在玫瑰碗的第二连胜。

## 类似恶作剧
受到玫瑰碗恶作剧的启发，在1984年玫瑰碗，一群学生将的记分板上的队伍改为加州理工学院和它的老对手，麻省理工学院，并以38比9领先。实际情况是UCLA对伊利诺伊大学在第3场以此分数领先。
另一场类似的恶作剧是2004年哈佛-耶鲁恶作剧。
在2014年玫瑰碗，加州理工学院的学生在球场附近建造了一个巨大的"PASADENA"标志，俯瞰整个球场。在半场之前，标志上的灯光亮起，显示出"CALTECH"几个大字。